# 信思金
信思金（1965年4月—），男，汉族，山东梁山人，中华人民共和国政治人物。现任武汉理工大学党委书记，教授，中国建筑材料联合会副会长。第十四届全国政协委员。